# رضية المتوكل
رضية المتوكل هي ناشطة حقوقيّة يمنية ومؤسِّسة ورئيسة منظمة مواطنة لحقوق الإنسان وهيَ منظمة مستقلة تعمل في مجال الدفاع عن حقوق الإنسان في اليمن. تهتمّ رضية ومنظمة مواطنة بتوثيق انتهاكات حقوق الإنسان التي ترتكبها جميع أطراف النزاع في اليمن، متمثلة بالولايات المتحدة الأمريكية، والتحالف بقيادة السعودية، والحوثيين.
قدمت رضية إحاطة لمجلس الأمن في الأمم المتحدة حول الكارثة الإنسانية في اليمن عام 2017، لتكون بذلك أول من يقدم هذه المشاركة بخصوص الوضع الإنساني في اليمن؛ كما كتبت حولَ هذا الوضع في صُحف أجنبيّة كثيرة على رأسها صحيفة الغارديان ونيويورك تايمز وغيرهما متحدثةً عن العنفِ وانتهاكات حقوق الإنسان خلال الصراع الجاري في اليمن.

## الحياة المُبكّرة
عملت رضية في اللجنة الوطنية للمرأة في اليمن منذ عام 2000 حتى عام 2004؛ حيث كانت مسؤولة عن العلاقات العامة ودعم مشاركة المرأة في العملية السياسية. بحاول عام 2004؛ بدأت بالعمل في مجال حقوق الإنسان وَكانت البداية مع منظمة الدفاع عن الحقوق والحريات.
خلال تلك الفترة؛ سخّرت المتوكل تركيزها على انتهاكات حقوق الإنسان في سياق حروب صعدة شمال اليمن كمَا ركزت على حالات الاختفاء القسري والاعتقالات العشوائية التي حدثت خلال تلك الفترة.

## النشاط الحقوقي

### منظمة مواطنة
بحلول عام 2007؛ أسست رضيّة رفقةَ زوجها عبد الرشيد الفقيه منظمة مواطنة التي تهدفُ إلى الدفاع عن حقوق الإنسان وحمايتها من خلال التحري الميداني والبحث للحصول على بيانات دقيقة وفاعلة عن الحقائق المتعلقة بكل مهمة بهدف التحقق وإيقاف انتهاكات حقوق الإنسان. في الفترة بين 2007 و2010؛ واصلت رضية التركيز على انتهاكات حقوق الإنسان المتزامنة مع نزاعات صعدة المتكررة آنذاك، بما في ذلك انتهاكات القانون الإنساني الدولي والقانون الدولي لحقوق الإنسان، وكذلك الاعتقالات العشوائية والتعسفية.
في عام 2013، تمكنت رضية ومنظمة مواطنة بالتعاون مع مؤسسات المجتمع المفتوح من إعداد تقرير مشترك بعنوان «الموت بطائرات بدون طيار» والذي تضمّن رصد الأضرار والوفيات المدنية الناجمة عن تسع غارات جوية أمريكية بطائرات بدون طيار في خمس محافظات يمنية في الفترة بين أيّار/مايو 2012 وأبريل/نيسان 2014.
في عام 2017؛ توّلت رضية القيام بجولة مناصرة شملت عددًا من الدول على رأسها الولايات المتحدة الأمريكية والمملكة المتحدة وسويسرا بالإضافة إلى عدد من الدول الأوروبية وّتضمّنت الحديث عن الصراع الجاري في اليمن وانتهاكات حقوق الإنسان التي ارتكبتها جميع أطراف الصراع، بالإضافة إلى السعي لإشراك عددٍ من الدول لإنهاء النزاع.

### برنامج «الممارس المقيم»
في منتصف عام 2017؛ شاركَ كل من رضية المتوكل وعبد الرشيد الفقيه في برنامج الممارس المقيم التابع لمعهد حقوق الإنسان في كولومبيا، وخلاله رأسا ورش عمل حول موضوعات مختلفة تضمنت استراتيجيات تقصي الحقائق أثناء النزاعات واستراتيجيات الدعوة الإقليمية وانتهاكات القانون الإنساني الدولي أثناء النزاع في اليمن، كما عقدا اجتماعات عدة مع منظمات أمريكية غير حكومية وأيضاً مع الفاعلين في المجال الدبلوماسي والأمم المتحدة، كما شملت إحاطة رضية في مجلس الأمن.

### المُناصرة في الأمم المتحدة
في 30 مايو/أيار 2017؛ أطلعت رضية مجلس الأمن الدولي على موجز للنزاع الدائر في اليمن، وتمكنت من إجراء سلسلة من التوصيات التي كررتها منظمة مواطنة وآخرون في عددٍ من المنتديات:
- تشكيل لجنة دولية مستقلة لإجراء تحقيق عن الانتهاكات التي تحدث من قبل جميع أطراف النزاع
- إيقاف صفقات بيع الأسلحة للاطرف المتورطة في انتهاك حقوق الإنسان في اليمن
- وضع حد لاستهداف المدنيين من خلال الهجمات الجوية والبرية
- ضمان الإفراج عن جميع المدنيين المختفين قسرًا أو المحتجزين تعسفًا
- السماح بوصول المساعدات الإنسانية دون عوائق إلى جميع المناطق والأشخاص المحتاجين[16]

بالإضافة إلى توصياتها في الأمم المتحدة فقد قدّمت رضية في 6 مارس/آذار من عام 2019 شهادة في مجلس النواب الأمريكي للشؤون الخارجية في واشنطن أمامَ اللجنة الفرعية المعنية بالشرق الأوسط وشمال أفريقيا والإرهاب الدولي بشأن الوضع الإنساني والحقوقي في اليمن وأهمية الدور الذي يمكن أن تلعبه الولايات المتحدة الأمريكية في إنهاء هذه المأساة الإنسانية. طالبت المتوكل في شهادتها بوقف الانتهاكات التي ترتكبها جميع أطراف النزاع في اليمن في حق المدنيين؛ وحثت الكونغرس على اتخاذ قرار ينقذ اليمن مؤكدةً «أنه إذا قرّر إيقاف ما يحدث في اليمن فسوف يساعد في إنهاء أسوأ أزمة إنسانية في الوقت الراهن ومشددةً على أن السلام في اليمن ممكنًا ولكن يجب على الكونغرس أن يتحرّك لتحقيقه.»

## الجوائز
- مركز الخليج لحقوق الإنسان - مدافعي حقوق الإنسان وحرية التعبير - أكتوبر/ تشرين الأول 2017 [18]
- كلية كولومبيا للقانون – برنامج الممارس المقيم - جائزة المُناصِر الدولي لعام 2017 بالاشتراك مع عبد الرشيد الفقيه
- حصلت منظمة مواطنة التي ترأسها رضية على جائزة هرانت دينك الدولية في تركيا في سبتمبر/أيلول 2018[19]
- حصلت منظمة مواطنة التي ترأسها رضية على وسام روجر بالدوين للحرية لعام 2018[20]
- اختارت مجلة التايم رضية المتوكل واحدة من أكثر 100 شخصية مؤثرة حول العالم لعام 2019[21]